# リヨン伝説フレア
『リヨン伝説フレア』（リヨンでんせつフレア、THE LEGEND OF REYON FLAIR HEROIC BATTLE WILL BREAK OUT JUST NOW FOR LOVE AND PEACE）は、宇宙企画より発売されたアダルトアニメのシリーズ。

## シリーズ概要
それまで実写のみを制作してきたアダルトビデオメーカーの宇宙企画が、アニメにも新規購買層を開拓すべく企画。以下の数シリーズが制作された。
まず、最初の『リヨン伝説』シリーズとして『リヨン伝説フレア』と『リヨン伝説フレア2 禁断の惑星』から成る全2巻が制作された（以降、『フレア1』『フレア2』と略記する）。その後、設定を一新した『新リヨン伝説』シリーズとして『新リヨン伝説 漆黒の魔神』と『新リヨン伝説 もう一人のフレア』から成る全2巻が制作された（以降、『漆黒の魔神』『もう一人のフレア』と略記する）。
宇宙企画の精力的なプロデュースにより、VHSの他にもLD、ビデオCD、Windows 3.1&95、Classic Mac OS、DVDとさまざまなハードウェアやプラットフォーム向けに発売された。2013年現在ではDVD版を購入可能なほか、DL配信も行われている。
全シリーズを通し、キャラクターデザインは1985年当時のサンライズでテレビアニメ『機動戦士Ζガンダム』のメカニカル作画監督を務めていた内田順久が担当している。デビュー以来メカ作画のみを注目されていた内田は、『フレア1』の評判からキャラ作画でも注目されるようになり、テレビアニメ『機動戦士ガンダムΖΖ』の第46話作画監督や『獣神ライガー』のキャラクターデザインを担当したほか、『フレア2』の制作後にはテレビアニメ『機甲警察メタルジャック』のキャラクターデザインを担当している。

## 『リヨン伝説』シリーズ

### リヨン伝説フレア
1986年7月14日に発売された。後に続編『フレア2』が制作されることとなる。
スペシャル・カップリング限定盤も含む初期版のVHSやLD、『フレア1』LEにはモザイク処理が一切入っていないが、これは当時のビデ倫の規定が後年ほど厳しいものではなかったためである。

#### あらすじ（フレア1）
リヨン星は豊富な水と美しい緑に囲まれ、東西の国の統治下で人々が平穏に暮らしていた。しかし、東の国の王女フレアと西の国の王子ジークの婚礼の儀が王城で行われている日、宇宙の彼方から謎のエイリアン集団が襲来する。グローデに率いられるその集団は、王城とその周辺への無差別な破壊と殺戮や侍女たちへの凌辱を尽くしながら、やがてフレアにも魔の手を伸ばしていく。

#### キャラクター（フレア1）
フレア
声 - 高田由美
メインヒロイン。東の国の王女。水色の髪に発展途上の瑞々しい身体を持つ少女であるが、後者には自らも知らない秘密が隠されている。国の違いを乗り越えて愛を育んだジークとの婚礼の儀が行われていた日、グローデの襲来に遭って彼と離れ離れになったうえ、臣下たちを次々に殺されていく。やがて、目の前で侍女たちを犯し殺してネリスをも犯し終えたグローデに自らも犯されてしまうが、それが結果的にはグローデの打倒へつながることとなる。
制作当時はビデ倫の規定に登場人物の年齢制限が存在しなかったため、16歳と設定されている。
ジーク
声 - 堀内賢雄
フレアの婚約者。西の国の王子。左側に緑のメッシュが入った銀髪と鍛えられたしなやかな身体を持つ、リヨン星で最強の果敢な美剣士。フレアとは国の違いを乗り越えて愛を育み、共に婚礼の儀を迎えた公認の仲でもある。グローデの襲来の際にはフレアをネリスに託して応戦に出向くが、その直後に自らは戦闘機のミサイルによる爆風で王城共々吹き飛ばされ、消息不明になってしまう。しかし、運良く軽傷と気絶だけで済んていたため、物語後半では目覚めてフレアたちのもとへ向かい、グローデ兵やグローデと戦うこととなる。
ネリス
声 - 井上瑤
フレアの従者。銀のサークレットを着けた赤髪とジークに劣らぬ剣の腕を持つ、果敢な女剣士。襲来したグローデ兵を次々と斬っていくが、先に捕まったフレアを気遣う隙を突かれて気絶させられ、彼女や侍女たちと共にグローデの前へ連行される。侍女たちを犯し殺してフレアをも犯そうとするグローデに対し、自らを身代わりとして彼女を見逃させる約束を取り付け、激しい責めと望まぬ快楽に苦しみながら耐え抜いた果てに、望まぬ絶頂を迎えて膣内へ大量の精液を注ぎ込まれる。まもなく、約束を破ってフレアへ迫るグローデをもはや腰の立たない身体で制止しようとするが、あえなく弾き飛ばされてしまう。
作中では描かれないが、設定ではジークとかつて淡い関係にあった模様。
ポペ
声 - 非公表
フレアのペット。リヨン星に棲む怪獣であるが、まだ子供のために大きさは手のひらほどであり、人懐っこい性格共々愛らしい。淡い緑の表皮の頭頂には黄色い一本角が生えており、背中にある一対の翼で飛行できる。頭も良く、グローデの前に連行されたネリスのもとへ短剣を持ってきたり、彼女の手首を拘束している縄を噛み切ったりと活躍する。
バムーダ星の女性
声 - 非公表
物語冒頭のグローデ艦内でグローデに犯されている女性。鋭い爪の生えた両手と股間から伸びた何本もの触手で吊るされながら、前者による乳房への圧搾と後者による性器への蹂躙を受けており、泣き叫んだ果てに胸部を縦真っ二つに引き裂かれ、絶命してしまう。その後、自らの血の海へ投棄された遺体は、先んじて絶命した同郷の女性たち共々グローデの配下たちの食料となった模様。
王城の侍女たち
声 - 非公表
フレアたちに仕えている女性たち。誰もがフレアやネリスに引けを取らない美女であり、婚礼の儀を皆で祝っていたが、グローデの襲来を境に運命が一変する。王城の各所でグローデ兵に襲われた者たちは、逃げ惑うも次々に衣服を破られながら犯されて全員が望まぬ快楽の虜にされ、フレアやネリスと共にグローデの前へ連行された者たちは、為す術も無く彼女たちの目の前でグローデに犯された果てに力尽き、絶命してしまう。
なお、グローデ兵に犯されていく侍女たちの中には1984年放送のテレビアニメ『巨神ゴーグ』に登場した女性レイディ・リンクスに酷似している者が見られるが、これは『巨神ゴーグ』の脚本初期案にあった、レイディが船長に犯されるシーンへのオマージュである。
グローデ
声 - 松尾貴司
宇宙からの侵略者。人間の倍以上もある巨大な体躯は、羽織ったマントの下にある甲殻類似の強靭な外殻に覆われており、人間の身体を容易に引き裂ける怪力と相俟ってジークやネリスの鋭い剣撃を片腕で弾く。頂点へ向かって鋭く尖った頭部には2対の眼と1対の角が存在しているが、人間の口に相当する部分は存在しておらず、会話の際には発声と同時に眼が光る。また、両手には鋭い爪が、手の甲には長剣並みの刃がそれぞれ収納されており、状況に応じて伸縮できる。そして、股間に複数本存在する伸縮自在な触手は鞭や紐のようにしならせて相手への打撃や捕縛に使えるほか、先端には細かい牙を生やしたヘビのような口が存在する。また、女性への凌辱の際には人間男性のペニスと同じ機能も発揮し、性器を蹂躙して絶頂と共に膣奥へ大量の精液を注ぎ込む。
岩塊に何本もの角を生やしたような醜悪かつ巨大な艦を根城に多数の配下や強大な兵器を従え、豊かな星々を侵略し廻っている。バムーダ星を征服後、「決して侵してはならない」という伝説を持つリヨン星へ侵攻して破壊と殺戮と凌辱の限りを尽くすが、やがて禁忌を犯した報いをその身で受けることになる。
グローデの配下
声 - 非公表
グローデ艦内で、バムーダ星の女性たちの遺体を貪り食っている者たち。各々が人語を話すものの、人間とは似ても似付かない異形な姿であり、リヨン星への到着を待ち侘びる。
グローデ兵隊長
声 - 非公表
グローデ艦のメインブリッジで、グローデの補佐に就いている男。羽織ったマント、鋭く尖った頭部、2対の眼、1対の角など、グローデに似た特徴を持つ姿であるが、体躯は一回り小さい。リヨン星へ降り立った後はグローデ兵の操縦するホバーカーに乗りながら、多数の配下や強大な兵器が辺りを蹂躙していく中、侵略行動の指揮を執る。その際に言い放った台詞「殺せ！ 燃やせ！ 焼き尽くせ！ 殺した数だけ、女を犯しても良いぞ!!」は、グローデの絶対主義でもある。
グローデ兵
声 - 非公表
グローデ艦のメインブリッジで操縦のほか、リヨン星へ降り立った後はグローデ兵隊長の指揮下でビームサーベル似のビーム剣を手に、侵略行動を行う一般兵。体躯や外殻は人間に近く、マントを羽織った全身タイツ状の表皮に薄手のアーマーを着込んでいるが、頭部はフルヘルムのような形状であり、表情はまったく読み取れない。損傷箇所からは機械部品や火花が覗くため、身体の大半が機械化されている模様。ただし、股間はグローデやその配下たちのそれよりはるかに人間似であり、凌辱の際には射精シーンこそ無いものの両手や腰も使って巧みな愛撫を加えながら、侍女たちを望まぬ快楽の虜にしていく。

#### スタッフ（フレア1）
- 監督、メカニックデザイン - 牧野行洋
- 脚本 - 富永恒雄
- キャラクターデザイン、作画監督 - 内田順久
- キャラクターデザイン協力 - 杉山嘉苗
- 原画 - 大貫健一、小林利充、柳野龍男、古田詔治、松尾慎、千明孝一、杉山嘉苗、青木哲朗、大平直樹、鶴山修、山崎理、牧野行洋、内田順久
- 動画 - 南黒沢由美、上田和子、三島美代子、重田智、佐藤佳子、木村えりこ、橋詰紀明
- 色指定 - 安斉弘美、大月結里枝
- 背景 - ボア八三、山口俊和
- 撮影 - 三晃プロダクション
- 編集 - ビデオエース、西山茂
- 現像 - 東映化学
- 音響制作 - オフィス・ポロ、飯塚龍郎
- 録音 - 整音スタジオ
- 調整 - 成清量
- 音響 - アニメ・サウンド
- 効果 - 佐々木純一
- 音楽 - 樫原伸彦
- 制作進行 - 谷邦夫
- 協力 - スタジオMAX、AIC
- アニメーション総指揮 - 草間真之助
- アニメーション制作 - 草間アート
- 製作 - Friends、宇宙企画

#### 主題歌（フレア1）
フレア愛のテーマ「ひかりのリボン」
作詞 - 三浦晃嗣 / 作曲 - 樫原伸彦 / 歌 - 岡田千加
エンディングテーマ。CD『リヨン伝説フレア2 禁断の惑星 オリジナルサウンドトラック』に収録。

### リヨン伝説フレア2 禁断の惑星
1990年4月21日に発売された。前作の数年後を描く続編であるが、前作よりセックス描写を抑えてグロテスク描写に重きを置いた作りとなっている。後に名称のみを継承して設定を一新した、『漆黒の魔神』が制作されることとなる。

#### あらすじ（フレア2）
禁忌を犯した報いをその身で受けたグローデが滅んでから数年後、リヨン星はジークとフレアのもとでかろうじて生き残った人々により再興されつつあったが、まだ王城跡に手を付けられる状況ではなく、とりあえず再興できた村で穏やかに暮らすことが精一杯であった。一方、王城跡はかつて墜落したグローデ艦と融合したような姿の禍禍しい牙城と化しながら妖しげな力を放つようになり、周囲の森へは村から誘い込まれる行方不明者が続出する。ネリスは捜索隊を率いて牙城へ向かうが、正体不明の怪物に襲われ、消息を絶ってしまう。

#### キャラクター（フレア2）
フレア
声 - 高田由美
メインヒロイン。本作では心身が少女から女性への成長を経て、肢体は大人の色気をも醸し出すものとなっている。再興の日々の中でもジークへの愛や人々への慈愛は不変であるため、本作でも人々からはジーク共々慕われているが、復活したグローデには再び狙われて配下たちに牙城へ連れ去られ、触手による望まぬ快楽に悶えさせられてしまう。
ジーク
声 - 速水奨
フレアの恋人。本作では美形な顔立ちに加えてより精悍な雰囲気をまとうようになっており、前作にあった少年らしさは見られない。再興の日々を過ごす中、人々を実質上の国王としての立場からまとめ上げている。フレアたちを救出すべく、ナビやシーノと共に牙城へ向かう。
ネリス
声 - 井上瑤
フレアの従者。本作ではジークと同じくより精悍な雰囲気をまとうようになっており、身体はやや筋肉質。行方不明者たちの探索のために牙城へ向かったが、正体不明の怪物に襲われ、消息を絶つ。しかし、運良く助かっており、牙城へ突入したジークの絶体絶命の危機を救った後、彼と共にフレアの救出へ向かう。
イオ
声 - 山口勝平
ネリスの弟。前作のジークよりやや幼い容姿の少年。フレアのことを年上の異性としても意識し、想いを寄せている年頃でもある。姉とは違い、髪は茶髪。姉を心配して1人で牙城へ向かったことが災いしてグローデの罠にかかり、復活のための憑代として憑依されたうえ、肉塊の触手で宙吊りにしたフレアを自らの指や触手で犯しながら金髪の青年への急成長を経て、ついにはグローデそのものと化してしまう。
ポペ
声 - 非公表
フレアのペット。前作よりやや成長した姿であるが、愛らしさは不変。出番は少ないものの、イオの眠るベッドの上や物語の終盤で姿を確認できる。
村の人々
声 - 非公表
グローデによる災厄をかろうじて生き延びた人々。王城に仕えていた侍女や兵士が多くを占めており、外壁によって守られた村を営んでいる。ジークたちのもとで再興の日々を過ごしているが、グローデの妖しげな力によって次々と行方不明になるうえ、一部の者はフレアを連れ去ろうとしたグローデの配下たちに惨殺されてしまう。
ローリー
声 - 非公表
フレアの侍女の1人。長い金髪を、左サイドポニーに赤いリボンで結わえた美女。会話シーン以外ではフレアを連れ去ろうとしたグローデの配下たちに惨殺された血みどろの姿が描かれるのみで、前作に登場した王城の侍女たちのように犯されるシーンは無い。
ナビ、シーノ
声 - 2人とも非公表
ジークと共にフレアたちの救出へ向かった剣士2人。牙城内で襲ってきたグローデの配下たちに立ち向かうも、惨殺されてしまう。
グローデ
声 - 松尾貴司
滅んだはずの侵略者。本作ではリヨン星のエネルギーと誘い込んだ人々の肉体を糧に、深い執念と妖しげな力で王城跡を自らの肉体の一部でもある牙城へ変貌させ、そこから出現させた分身たちと共にイオを通じてフレアを犯したことにより、完全復活を遂げた。鋭く尖った頭部、2対の眼、1対の角、そして股間の触手など前作と酷似した部分を持つものの、筋肉や触手より外殻が多くを占める姿となっている。前作での能力に加えて強烈な電撃も放てるようになったうえ、肉体の強度も向上しているために剣撃は一切通用せず、ジークやネリスを苦戦させる。また、牙城から巨大かつ長大な触手を伸ばしながら村を大地ごと破壊していくうえ、イオへの憑依時に見せた唯一の弱点である胎児状の球体をネリスに斬られてなお、復活しようと目論む。
前作で自らによる凌辱に絶頂まで耐えきって膣内射精を受けた者がネリスだけであることに加え、リヨン星による報いを受けての絶命直前にはネリスへの膣内射精を踏まえた満足げな捨て台詞を残していたことから、凌辱には自らに相応しい女性を妊娠させる目的も含まれていたことが示唆されているが、本作ではそれについて深く触れておらず、ネリスを捕えかけた際の台詞も凌辱のみに固執したものとなっている。
グローデの配下
声 - 非公表
復活しつつあるグローデが、捜索隊の惨殺やフレアの拉致を目的に放った者たち。前作に登場した配下たちとはまったく異なる姿であり、隊長のように人語を話すことも無いが、身のこなしはきわめて俊敏である。ネリス以外の捜索隊剣士をほぼ全滅させたうえ、夜の闇にまぎれて村へ潜入し、人々やローリーを惨殺してフレアを連れ去る。
グローデの分身
声 - 非公表
牙城全体にまで広がったグローデの肉体から伸びる肉塊で形成された、醜悪な存在。肉塊からかろうじて人型と呼べる程度の姿へ変形した2体が、フレアの身体の前後から性器や口腔へ前作のものとは違って節目が存在せず、肉塊がそのまま伸びた触手を挿入し、望まぬ快楽を与えながらリヨン星のエネルギーを貪っていく。

#### スタッフ（フレア2）
- 監督 - 牧野行洋、内田順久
- 脚本、モンスターデザイン - 牧野行洋
- ストーリーボード - 山口浩美
- キャラクターデザイン、作画監督 - 内田順久
- 美術監督 - 東潤一
- 原画 - 小林利充、西井正典、鶴山修、重田智、南黒沢由美、上田和子、杉山嘉苗
- 動画 - 秋山英一、木村えり子
- 動画チェック - 上田和子
- 色指定 - 西田隆幸
- 検査 - 土屋智、豊川律夫
- 撮影 - AIC
- 現像 - 東映化学
- 編集 - 西山茂（タバック）
- 音響制作 - 飯塚龍郎
- 音響 - アニメ・サウンド
- 効果 - 佐々木純一
- アート・ディレクション - 栗田正史
- グラフィック・デザイン - 長野剛
- スチール - 鈴木慶一
- 音楽 - 樫原伸彦
- 制作進行 - 野間浩二
- 制作デスク - 石田一、谷邦夫
- アニメーション制作協力 - スタジオMAX
- アニメーション制作 - ハミング社
- プロデューサー - 丸山新
- 企画製作 - Friends、宇宙企画

#### 主題歌（フレア2）
フレア愛のテーマ「星のように眠らせて」
作詞 - 三浦晃嗣 / 作曲 - 樫原伸彦 / 歌 - 佐々木真里
エンディングテーマ。CD『リヨン伝説フレア2 禁断の惑星 オリジナルサウンドトラック』に収録。

### 関連商品（リヨン伝説）
LD版
リヨン伝説フレア
税込4841円。
リヨン伝説フレア2 禁断の惑星
税込5665円。
リヨン伝説フレア -スペシャル・カップリング限定盤-
税込10300円。上記の単品版とは別であり、『フレア1』と『フレア2』のカップリング盤。『フレア1』と『フレア2』を1枚のCAV方式両面LDに収録し、『フレア1』と『フレア2』の宣伝ポスターなどの特典と共に化粧箱へ封入している。
ビデオCD版
リヨン伝説フレア for VIDEO CD
1995年8月11日に発売された。税込5040円。LD版と同じく、『フレア1』と『フレア2』のカップリング盤。本編に加えて絵コンテや設定資料を収録しているが、『リヨン伝説フレア3』のロゴを付けられた設定資料は、後の『漆黒の魔神』のものである。
Windows3.1&95版
リヨン伝説フレア for Windows3.1&95
1994年12月9日に発売された。税込6090円。LD版と同じく、『フレア1』と『フレア2』のカップリング盤。
Classic Mac OS版
リヨン伝説フレア for Macintosh
税込6090円。LD版と同じく、『フレア1』と『フレア2』のカップリング盤。
DVD版
リヨン伝説フレア PLUS
1997年9月19日に発売された。税込6090円。『フレア1』と『フレア2』と『バルテュス ティアの輝き』のカップリング盤。『フレア1』で新たにモザイク処理が付けられた。
リヨン伝説フレア LE
2000年7月29日に発売された。税込3990円。『フレア1』と『フレア2』のカップリング盤。他の製品とは違って廉価化のみに重点が置かれているが、『PLUS』で付けられた『フレア1』のモザイク処理は無くなっている。2作品のみを収録。描き下ろしジャケット画以外の新規要素も無い。
リヨン伝説フレア : GUY COMPLETE BOX
2005年11月26日に発売された。税込7140円。『フレア1』『フレア2』『漆黒の魔神』『もう一人のフレア』『ガイ -妖魔覚醒-』『ガイ セカンドターゲット 黄金の女神編』をDVD2枚に収録したボックス盤。
CD
リヨン伝説フレア2 禁断の惑星 オリジナルサウンドトラック
1990年9月21日に発売された。『フレア2』の全編BGMと主題歌に加え、『フレア1』のオープニングBGMと主題歌も収録しているが、後者については専用マスター音源ではなく本編サウンドトラック音源が用いられており曲の初めに、グローデの歩く効果音やポペの羽ばたく効果音が入ってしまっている。
書籍
ギャルアニメシリーズ2 リヨン伝説フレア
1986年12月1日に発売。当時、徳間ジャパンが出版していたフィルムコミック・レーベル。徳木吉春編、B6サイズ、全96ページ。『フレア1』の本編と設定資料集を掲載している。ISBN 4-92-467827-9

## 『新リヨン伝説』シリーズ

### 新リヨン伝説 漆黒の魔神
1996年9月27日にメディアステーションより発売された。

役名・一部のスタッフ・担当声優などに関連性があるものの、『リヨン伝説』シリーズの続編ではなく、巨大ロボットバトルを主体にした作品となっている。

#### スタッフ（漆黒の魔神）
- 原作、監督、キャラクターデザイン、作画監督 - 内田順久
- 原案、脚本 - 月村了衛
- 絵コンテ - 牧野行洋
- 演出 - 山口美浩
- デザイン協力 - 鈴木竜也、鈴木卓也、牧野行洋、杉山嘉苗
- 美術設定 - ふるたしょうじ
- 美術監督 - 浦田健吉
- 音楽 - 桃井聖司
- プロデューサー - 石田一

#### 主題歌（漆黒の魔神）
X IN LOVE 未来へ
歌 - 青沼ちあさ
エンディングテーマ。

### 新リヨン伝説 もう一人のフレア
1999年7月16日にメディアステーションより発売された。

#### スタッフ（もう一人のフレア）
- 原作、監督、キャラクターデザイン、作画監督 - 内田順久
- 脚本、絵コンテ、演出 - 村木一真
- 美術監督 - 本田修
- 音響監督 - 小林克良
- 音楽 - 山中紀昌
- プロデューサー - 山崎良彦
- エグゼクティブプロデューサー - 石田一
- アニメーション制作 - ワイズガイ